# ماري برنارد أغيري
ماري برنارد أغيري (بالإنجليزية: Mary Bernard Aguirre)‏ هي مربية أمريكية، ولدت في 23 يونيو 1844 في سانت لويس في الولايات المتحدة، وتوفيت في 24 مايو 1906 في سان خوسيه في الولايات المتحدة.